# Scott Hutchison

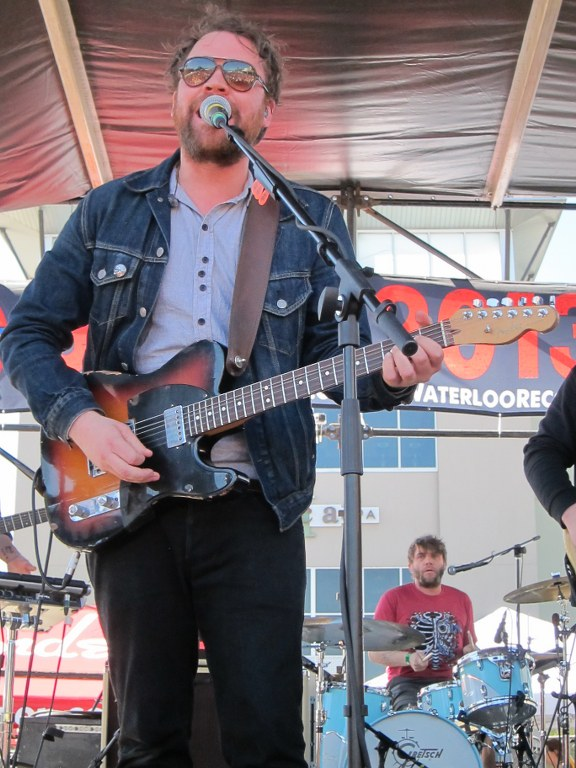
Scott Hutchison (2013)

Scott John Hutchison (geboren am 20. November 1981 in Edinburgh; gestorben am 9. Mai 2018 in South Queensferry) war ein schottischer Sänger, Songwriter, Gitarrist und Künstler. Er war Gründungsmitglied und vorrangiger Songschreiber der Indie-Rock-Band Frightened Rabbit, mit der er fünf Studioalben aufnahm und das Artwork für jede Veröffentlichung entwarf.
Scott Hutchison war auch Mitglied des Musikkollektivs The Fruit Tree Foundation und veröffentlichte 2014 ein Soloalbum unter dem Namen Owl John. Sein letztes musikalisches Projekt war die Indie-„Supergroup“ Mastersystem, in der neben Mitgliedern von Editors und Minor Victories auch sein Frightened-Rabbit-Bandkollege und Bruder Grant mitwirkte.
Hutchison studierte Illustration an der Glasgow School of Art, bevor er 2003 Frightened Rabbit gründete. Ursprünglich ein Soloprojekt, arbeitete Hutchison mit seinem Bruder Grant am Debütalbum der Band, Sing the Greys (2006), und nahm den entscheidenden musikalischen Durchbruch der Band, The Midnight Organ Fight (2008), nach dem Zusammenbruch einer romantischen Beziehung als Trio auf. Zwischen 2010 und 2016 veröffentlichte die Band drei weitere Studioalben.
Hutchison verschwand am 9. Mai 2018; seine Leiche wurde am folgenden Tag am Ufer des Firth of Forth gefunden.

## Leben

### Kindheit und Studium
Scott John Hutchison, von seiner Mutter als schüchternes Kind beschrieben, wurde in Edinburgh geboren und wuchs mit seinem Bruder Grant in der schottischen Grenzstadt Selkirk auf. Er zog in die Stadt Glasgow und studierte Illustration an der Glasgow School of Art: „Ich war vier Jahre dort und wollte nicht unbedingt Illustrator werden, sondern die Regeln, die ich gelernt habe, auf alles anwenden, was ich tue, sei es die Arbeit in einer Bank oder das Schreiben von Musik.“ Während er in Glasgow lebte, arbeitete er in einem Whisky-Fachgeschäft im Wohngebiet Hyndland und bemerkte: „Ich begann, das geschmackliche Kulturgut in einem Dram Single Malt zu schätzen und zu bewundern.“
Hutchison, der sich anfangs nur als Gitarrist sah, begann im Alter von neunzehn Jahren zu singen und erklärte: „Bis zu diesem Zeitpunkt war ich nur ein Gitarrist. Ich wusste nicht, dass ich singen konnte, man hatte mir gesagt, ich könnte es nicht.“ Zu seinen frühen Songwriting-Einflüssen gehörten amerikanische Künstler wie Ryan Adams, Wilco und Laura Cantrell, wobei Hutchison anmerkte: „Als ich anfing, Songs zu schreiben, waren meine Referenzen [diese] Americana-Acts. […] Ich konnte mich mit diesen Geschichten identifizieren. Und man kann die starke Verwandtschaft von amerikanischem Folk mit schottischem Folk erkennen.“

### Gründung von Frightened Rabbit,Sing the GreysundThe Midnight Organ Fight(2003–2009)

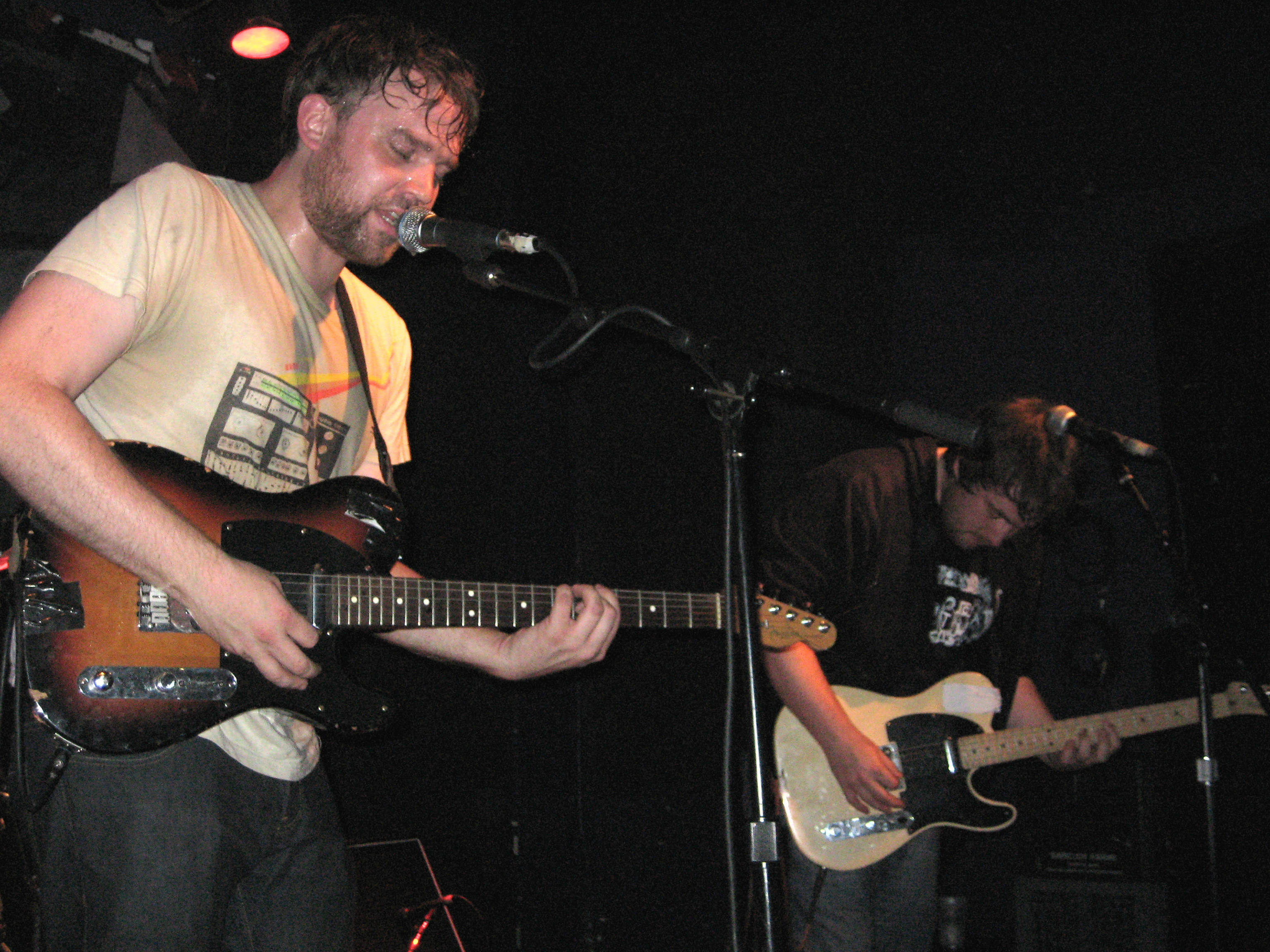
Frightened Rabbit (2008)

Im Jahr 2003 begann Hutchison unter dem Namen Frightened Rabbit aufzutreten, ein Name, den ihm seine Mutter gegeben hatte, um seine einst schüchterne Persönlichkeit zu beschreiben, und begann im folgenden Jahr mit seinem Bruder Aufnahmen und Auftritte zu machen. Das Duo nahm das Debütalbum der Band, Sing the Greys, in der Diving Bell Lounge mit dem Produzenten Marcus MacKay auf und veröffentlichte es 2006 unabhängig auf dem lokalen Label Hits the Fan; kurz darauf unterschrieb die Band bei FatCat Records.
Zusammen mit dem Gitarristen Billy Kennedy veröffentlichte die Band das Album auf ihrem neuen Label erneut und begann mit dem Produzenten Peter Katis in Bridgeport (Connecticut), die Arbeit am Nachfolger The Midnight Organ Fight (2008). Beeinflusst durch das Scheitern der Beziehung zu seiner Highschool- und College-Freundin wurde das zutiefst persönliche Album unter großem Beifall der Kritiker veröffentlicht und steigerte die Bekanntheit der Band erheblich.

### Owl John
Owl John war ein musikalisches Soloprojekt von Hutchison, das er 2014 begann, kurz bevor er erst nach Los Angeles und später nach Hudson (New York) zog. Zu Owl John und seiner Entscheidung, eine Soloplatte zu veröffentlichen, bemerkte Hutchison: „Es war vor ungefähr 10 Jahren, als ich eine Band namens Frightened Rabbit gründete. In dieser Zeit habe ich so viel von meinem Leben dieser guten kleinen Band mit einem dummen Namen gewidmet, dass ich das Gefühl hatte, es sei an der Zeit, sich Owl John zu widmen.“
Hutchison nahm das einzige Album des Projekts, Owl John (2014), zusammen mit seinem Frightened-Rabbit-Bandkollegen Andy Monaghan und dem Tourgitarristen der Band, Simon Liddell, auf.
Im Januar 2014, während er für das vierte Studioalbum von Frightened Rabbit, Pedestrian Verse (2013), auf Tour war, äußerte Hutchison seinen Wunsch, Solomaterial ohne die Band aufzunehmen, und erklärte: „Der Prozess muss anders sein, sonst mache ich nur eine Platte, die nach Frightened Rabbit klingt, was ich wirklich nicht tun will.“
Die Idee für ein Soloalbum stammte von Frightened Rabbits Label Atlantic Records: „Es war eigentlich die Idee des Labels, es zu machen und nicht von mir. Ich dachte, wir würden von der Tournee kommen und direkt wieder ein neues Album schreiben, und der Typ vom Label wusste, dass die Dinge nicht ganz richtig waren. Er sagte im Grunde: ‚Wir zahlen für diese Platte. Geh weg, mach eine Platte und gönn dir was.‘“ Im darauffolgenden Monat begannen die Arbeiten an dem Album auf der Isle of Mull, wobei Bandkollege Andy Monaghan zusammen mit Simon Liddell produzierte. Das selbstbetitelte Album wurde am 4. August 2014 veröffentlicht und debütierte auf Platz 99 der UK-Albumcharts.

## Kollaborationen

### The Fruit Tree Foundation
Hutchison schrieb und nahm mit The Fruit Tree Foundation auf, einem Gemeinschaftsprojekt mit schottischen Indie-Rock- und Folk-Musikern. Das daraus resultierende Album, First Edition, wurde 2011 veröffentlicht. Über diese Erfahrung sagte Hutchison: „Es war wirklich wunderschön gemacht. Ich fand es großartig, und auch für mich persönlich war das meine erste Erfahrung mit einer richtigen Gemeinschaftsarbeit, und es hat meine Einstellung zum Songwriting wirklich verändert. Vorher dachte ich immer: ‚Ja, ich weiß, wie man Songs schreibt. Ich brauche keine Hilfe‘, und natürlich lernt man dann so viel. Es hat also meine ganze Sichtweise verändert, und ich würde mich gerne wieder auf diese Art von Dingen einlassen.“

### The Birthday Suit
Hutchison spielte ein Gitarrensolo auf dem Lied A Bigger World der Indie-Rock-Band The Birthday Suit und ist in dem dazugehörigen Musikvideo zu sehen. Der Song war die erste Singleauskopplung aus dem dritten Studioalbum der Band, A Hollow Hole of Riches (2014).

### Mastersystem
Hutchison gründete die „Indie-Supergroup“ Mastersystem 2017 mit seinem Bruder Grant und den Brüdern Justin und James Lockey von Editors bzw. Minor Victories. Die Band veröffentlichte 2018 ihr einziges Album, Dance Music.

### Oyster
Hutchison ist für die gesamte künstlerische Gestaltung von Oyster verantwortlich, einem Gedichtband des Edinburgher Dichters Michael Pedersen.

### If & When We Wake
Hutchison ist für das gesamte Design in If & When We Wake (2015) verantwortlich, einem Buch mit Gedichten und Bildern des Dichters Francis Daulerio aus Philadelphia. Hutchison steuerte zwölf Zeichnungen bei.

### Please Plant This Book
Hutchison ist für alle Illustrationen in Please Plant This Book (2018) verantwortlich, einer Sammlung von Gedichten und Bildern des Dichters Francis Daulerio aus Philadelphia. Die Sammlung, die zuerst in Bündeln von Saatgutpaketen veröffentlicht wurde und dann in einem traditionellen Chapbook-Format wiederveröffentlicht, feiert das 50-jährige Jubiläum der ursprünglichen Sammlung von Richard Brautigan und kommt der American Foundation for Suicide Prevention zugute. Hutchison steuerte neun Zeichnungen bei.

## Verschwinden und Tod

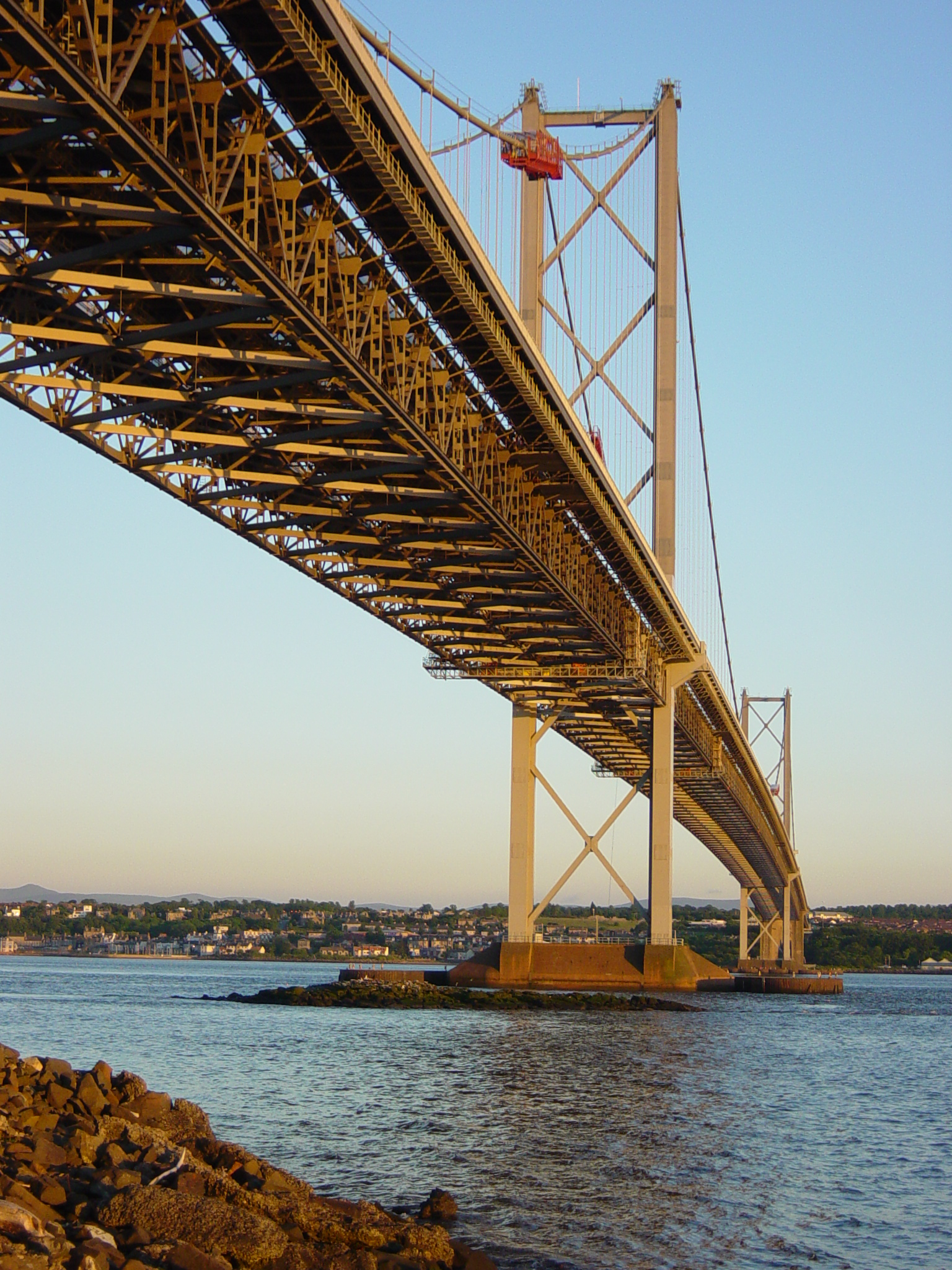
Im 2008 erschienenen Song Floating in the Forth erzählt Hutchison von einem möglichen Suizid an der Forth Road Bridge in Edinburgh. Sein Leichnam wurde im Mai 2018 in unmittelbarer Nähe der Brücke gefunden.

Hutchison wurde am 9. Mai 2018 von der schottischen Polizei und den Mitgliedern von Frightened Rabbit als vermisst gemeldet. Hutchison wurde zuletzt am 9. Mai um 1 Uhr nachts beim Verlassen eines Hotels in South Queensferry gesehen. Hutchison hatte getwittert: „Sei so gut zu jedem, den du liebst. Das ist keine Selbstverständlichkeit. Ich bin so verärgert, dass es nicht so ist. Ich habe nicht nach diesem Standard gelebt und es bringt mich um. Bitte, umarmt eure Lieben“, gefolgt von „Ich bin jetzt weg. Danke.“, bevor er verschwand.
Sein Bruder und Bandkollege Grant forderte auf dem offiziellen Twitter-Account der Band jeden, der Informationen über seinen Verbleib hat, auf, die Polizei Schottland zu kontaktieren, da Scott sich in einem fragilen Zustand befand.
Am 10. Mai berichtete der Chief Inspector der Polizei Schottland, dass sie die Gegend um die Forth Road Bridge nach Hutchison absuchten und nach zwei Personen Ausschau hielten, die in der Nacht, in der er verschwand, an der Brücke entlang gingen.
Die Polizei entdeckte um 20:30 Uhr eine Leiche in der Gegend von Port Edgar bei South Queensferry und bestätigte am 11. Mai, dass es sich um die von Hutchison handelt; eine unmittelbare Todesursache wurde nicht bekannt gegeben. Später wurde von seiner Familie über die Website der Wohltätigkeitsorganisation Tiny Changes bestätigt, dass er durch Suizid gestorben ist.
Frightened Rabbit gab nach Hutchisons Tod ein Statement heraus, in dem es hieß:

“There are no words to describe the overwhelming sadness and pain that comes with the death of our beloved Scott, but to know he is no longer suffering brings us some comfort. Reading messages of support and hope from those he has helped through his art has helped immensely and we encourage you all to continue doing this. He will be missed by all of us and his absence will always be felt but he leaves a legacy of hope, kindness and colour that will forever be remembered and shared.”

„Es gibt keine Worte, um die überwältigende Traurigkeit und den Schmerz zu beschreiben, die mit dem Tod unseres geliebten Scott einhergeht, aber zu wissen, dass er nicht mehr leidet, bringt uns etwas Trost. Botschaften der Unterstützung und Hoffnung von denen zu lesen, denen er durch seine Kunst geholfen hat, hat uns ungemein geholfen und wir ermutigen euch alle, dies weiterhin zu tun. Er wird von uns allen vermisst werden und seine Abwesenheit wird immer spürbar sein, aber er hinterlässt ein Vermächtnis an Hoffnung, Freundlichkeit und Farbe, das für immer in Erinnerung bleiben und geteilt werden wird.“

Mehrere Prominente und Musiker trauerten am Tag der Entdeckung seiner Leiche in den sozialen Medien um Hutchison, darunter Stuart Murdoch (Belle and Sebastian), Gary Lightbody (Snow Patrol), Hayley Williams (Paramore), Sarah Silverman und Jay Baruchel. Nicola Sturgeon, First Minister Schottlands, reagierte auf Twitter auf Hutchisons Tod und schrieb „Herzzerreißende Nachrichten. Meine Gedanken sind bei Scotts Familie, Freunden und Fans. Ein bemerkenswertes und sehr geliebtes Talent.“ Künstler, die Hutchison nahe standen und ihm Tribut zollten, sind Frank Turner, The Twilight Sad, Manchester Orchestra, Craig Finn (The Hold Steady), Julien Baker, The National und We Were Promised Jetpacks.
Nach Hutchisons Tod begannen viele Fans, den Songtext von Floating in the Forth, der 2008 auf dem Album The Midnight Organ Fight von Frightened Rabbit erschien, in den sozialen Medien zu teilen. Der Song, der die Textzeilen „Bin ich bereit zu springen, gibt es Frieden unter dem Tosen der Forth Road Bridge“ und „Ich denke, ich hebe mir den Suizid für ein anderes Jahr auf“ enthält, schien die Ereignisse, die zu seinem Tod führten, vorauszuahnen. Hutchison hatte zuvor über den Song gesprochen und darüber, dass er ihn „zu 90 Prozent im wirklichen Leben“ durchgespielt hatte und dass es ihm schwer fiel, den Song aufzuführen.

## Vermächtnis

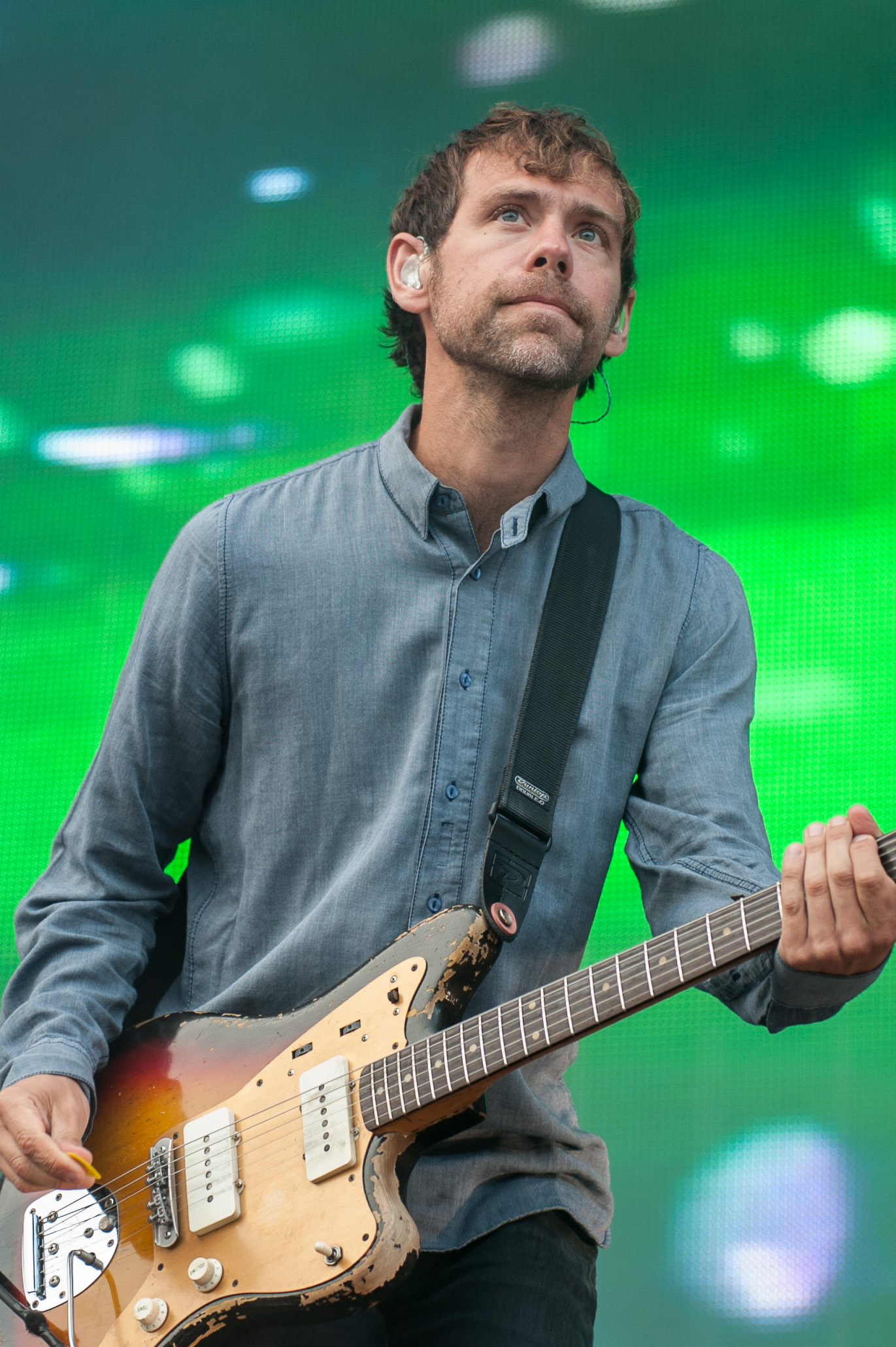
Aaron Dessner (2013) produzierte mit August von The Lone Bellow und Hutch von seiner Band Big Red Machine zwei Songs, die von Hutchison handeln.

Im Mai 2019 gründete die Familie Hutchison in Erinnerung an Hutchison die Wohltätigkeitsorganisation für psychische Gesundheit Tiny Changes, die nach einem Text aus dem Lied Head Rolls Off der Band benannt wurde. Im Juli 2019 veröffentlichte Atlantic Records Tiny Changes: A Celebration of Frightened Rabbit's The Midnight Organ Fight, ein Album, auf dem befreundete Musiker und Kollegen der Band das Album aus dem Jahr 2008 komplett covern. Es sollte im Sommer 2018 zum zehnjährigen Jubiläum von The Midnight Organ Fight veröffentlicht werden; Scott Hutchison war voll in den Prozess involviert gewesen und hatte die enthaltenen Tracks genehmigt. Im Vorfeld der Veröffentlichung des Coveralbums gaben die verbliebenen Mitglieder der Band mehrere Interviews, in denen sie erklärten, dass „die Band ohne Scott nicht existiert“.
Mehrere Alben, die kurz nach Hutchisons Tod veröffentlicht wurden, waren ihm gewidmet, darunter Thank You for Today von Death Cab for Cutie (2018), It Won/t Be Like This All the Time von The Twilight Sad (2019) und Interview Music von Idlewild (2019).
Zu den Hutchison gewidmeten Liedern, die nach seinem Tod veröffentlicht wurden, gehören In Your Corner von Dan Mangan, Routine Pain von Spanish Love Songs, Watching Yourself Slowly Disappear von Mystery Jets, und August von The Lone Bellow, das gemeinsam mit Aaron Dessner geschrieben wurde, der das Album Painting of a Panic Attack von Frightened Rabbit produzierte. Dessner ist auch Mitglied der amerikanische Indie-Folk-Band Big Red Machine, die Hutchinson in dem Song Hutch, der auf ihrem 2021 erschienenen Album How Long Do You Think It's Gonna Last? veröffentlicht wurde, würdigte.
Im Kelvingrove Park in Glasgow und in Hutchisons Heimatstadt Selkirk wurde jeweils eine Sitzbank in Gedenken an ihn aufgestellt.

## Diskografie
Hier sind Hutchisons Arbeiten mit Frightened Rabbit und andere Kollaborationen aufgelistet.

### Frightened Rabbit
- Sing the Greys (2006)
- The Midnight Organ Fight (2008)
- The Winter of Mixed Drinks (2010)
- Pedestrian Verse (2013)
- Painting of a Panic Attack (2016)

### Mastersystem
- Dance Music (2018)

### Owl John
- Owl John (2014)

### The Fruit Tree Foundation
- First Edition (2011)
- New Branch (2011)

### Gastauftritte
- The Shine von Dave Hause (2013)
- A Bigger World von The Birthday Suit (2013)
- Fall Apart von Withered Hand (2014)